# Torroella de Montgrí
Torroella de Montgrí is een gemeente gelegen in het noordoosten van de Noord-Catalaansecomarca, genaamd Baix Empordà (spreek uit: [baʒ əɱpurda]). De gemeente telt 11.506 inwoners (1 januari 2016) en bestaat uit de dorpen Torroella de Montgrí en L'Estartit met respectievelijk 7.336 en 2.892 inwoners (2005).
L'Estartit is door zeil- en duikmogelijkheden een geliefd vakantieoord. Torroella hoort uitgesproken te worden als: [tuɾueʎə]). Los van de 2 dorpen liggen er enkele urbanitzacions, dat zijn kleine dorpjes die onderdeel zijn van een groter dorp. Enkele urbanitzacions zijn Torre Vella en Torre Gran, waar vooral vakantiehuizen staan van zowel buitenlanders als Catalanen die doordeweeks in een stad als Barcelona of Girona wonen en het weekend in hun vakantiehuis doorbrengen.

## Culturele activiteiten

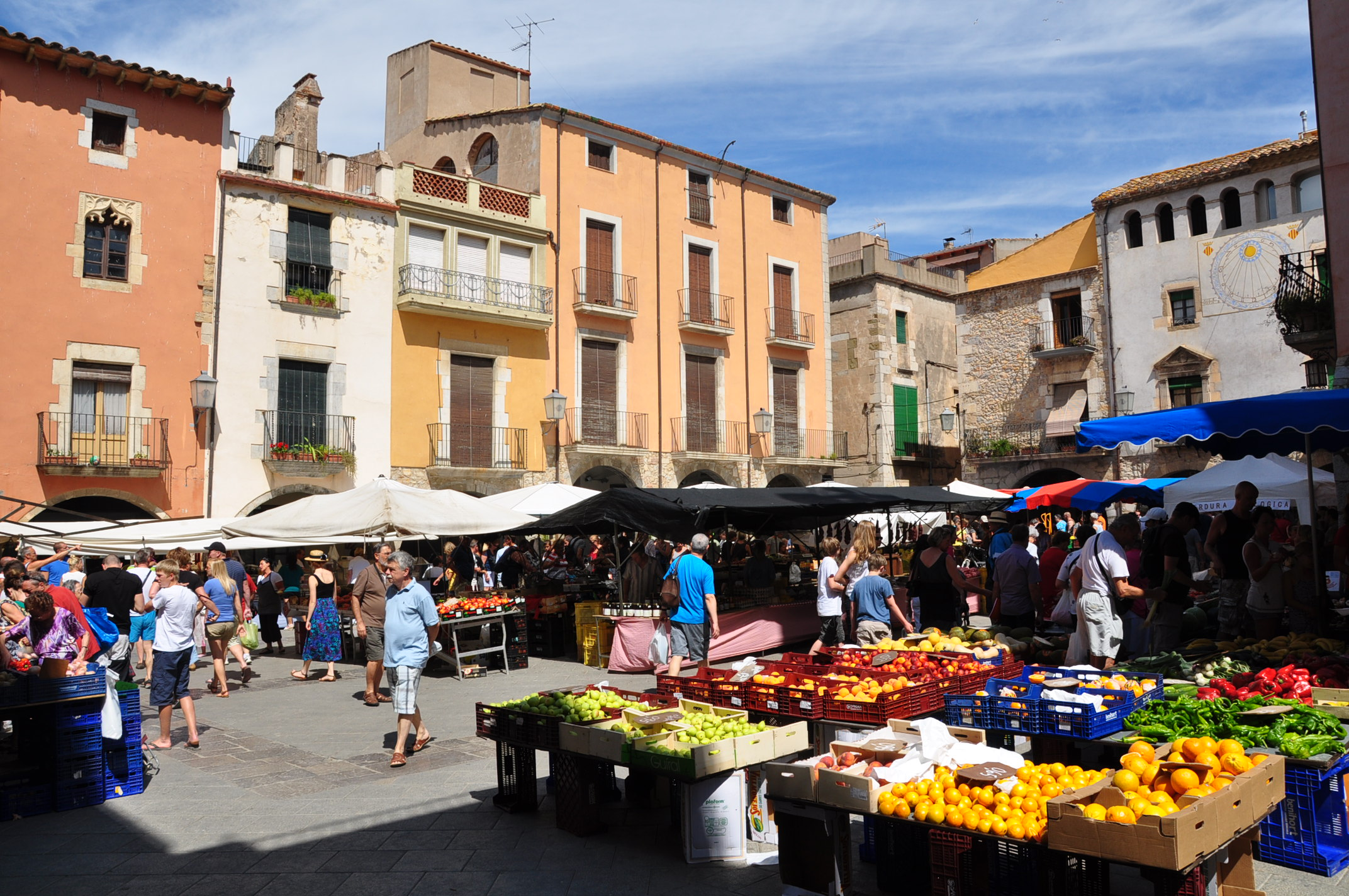
Wekelijkse markt op het stadsplein

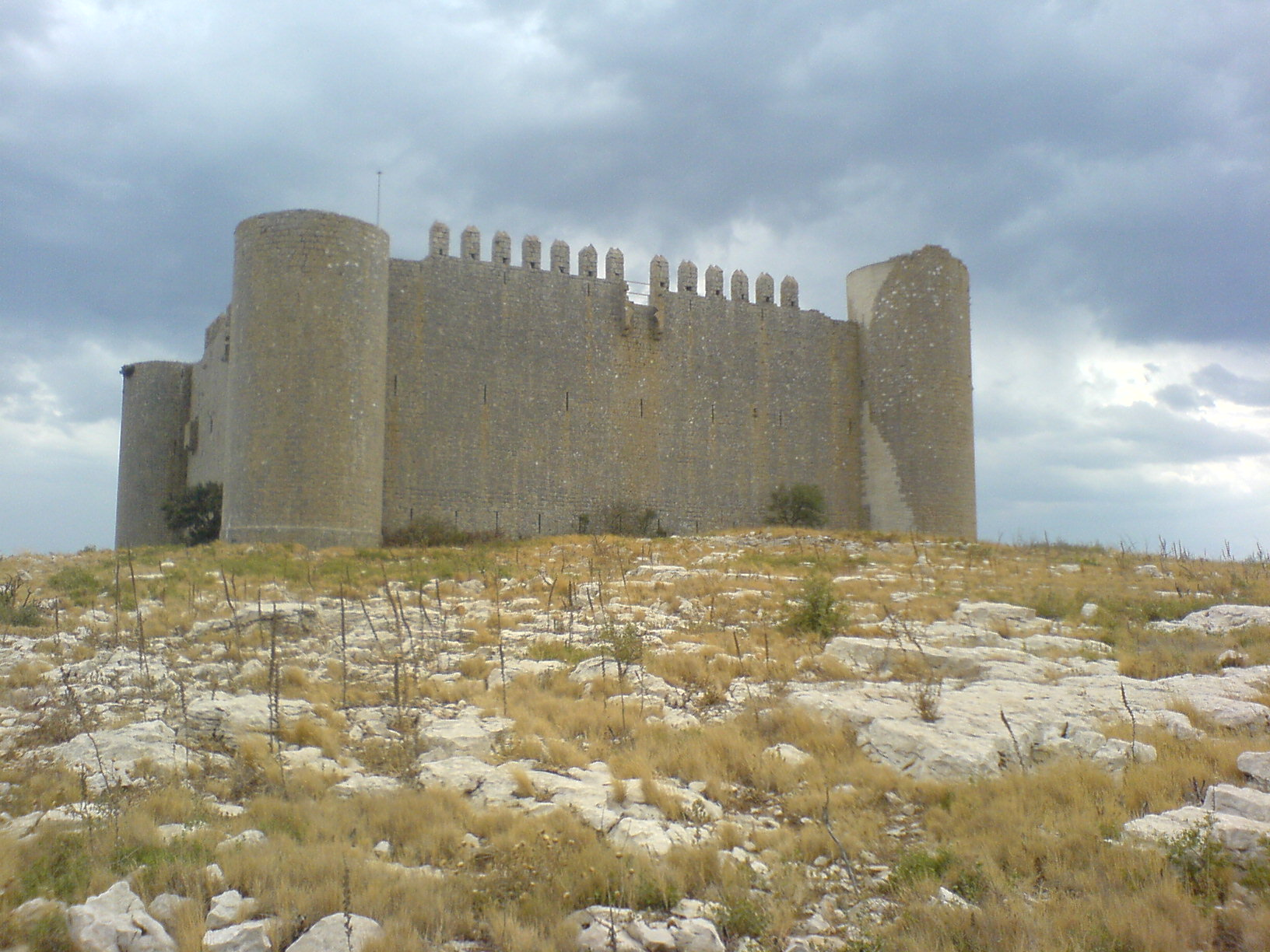
Castell Montgrí

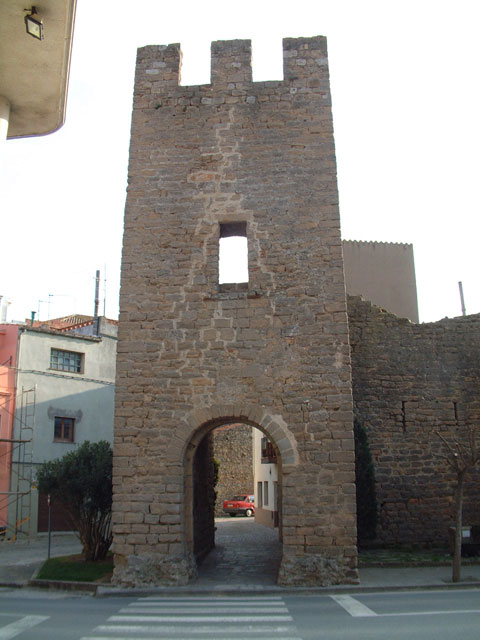
Toegangspoort Santa Caterina

- Internationale Muziek Festival dat in juli en augustus plaatsvindt.
- Museu del Montgrí i del Baix Ter
- Art-2000 Museum met eigentijdse schilderkunst
- De belangrijkste bezienswaardigheid is het kasteel Castell Montgrí op de gelijknamige berg Montrgí.
- Elke maandagochtend is er markt in het oude centrum van Torroella de Montgrí. Op de markt worden voornamelijk etenswaren verkocht.

## Geografie
In het noorden van Torroella de Montgrí ligt het gelijknamig bergmassief: de Montgrí, met op de 300 meter hoge top de ruïne van Castell Montgrí, die al van verre te zien is.
De Montgrí vertoont vanuit het zuiden gezien een grote gelijkenis met een, op haar rug liggende, zwangere vrouw. In het zuiden stroomt de Ter, een rivier die uitmondt aan de kust van L'Estartit, waar ook les Illes Medes te vinden zijn: Een eilandengroep die bekendstaat om haar onderzeese flora en fauna. Buiten de bebouwde kom liggen boerderijen en weilanden. In de bergen liggen bossen die vrijwel volledig uit naaldbomen bestaan die goed tegen de droogte kunnen. Door die droogte is elke zomer weer een groot risico op bosbranden aanwezig. Bij de laatste serieuze bosbrand werden de urbanitzacions die tegen de bosrand liggen ontruimd. Gelukkig zijn deze bosbranden meestal in bedwang te houden en is er geen sprake van schade aan vastgoed. Dit geldt helaas meestal niet voor de natuur.

## Demografische ontwikkeling
Bron: INE; 1857-2011: volkstellingen